# Баунах
Баунах (нем. Baunach) — город и городская община в Германии, в земле Бавария.
Подчинён административному округу Верхняя Франкония. Входит в состав района Бамберг. Подчиняется управлению Баунах. Население составляет 3942 человека (на 31 декабря 2010 года). Занимает площадь 30,91 км². Официальный код — 09 4 71 115.
Близ города на горе находятся развалины замка Штуфенберг, некогда принадлежавшего герцогам Меранским и разрушенного в 1552 году; здесь же в окрестностях — часовня святой Марии Магдалины, к которой раньше стекались пилигримы.

## Фотогалерея

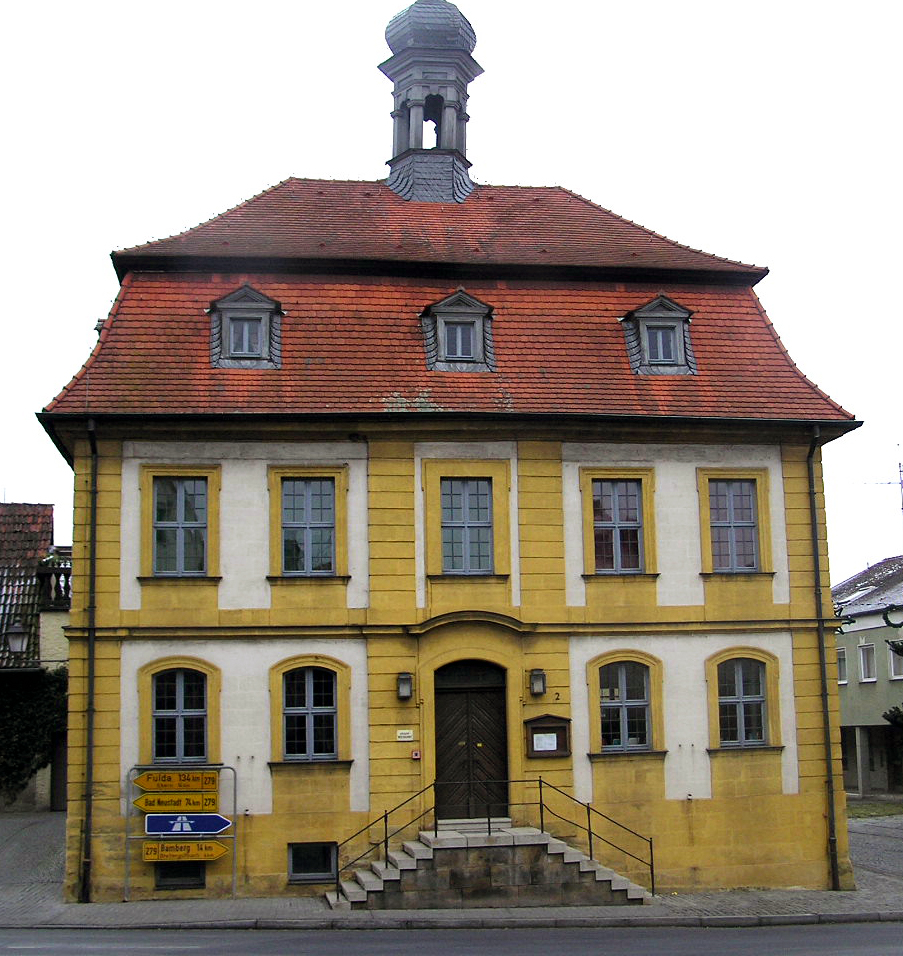
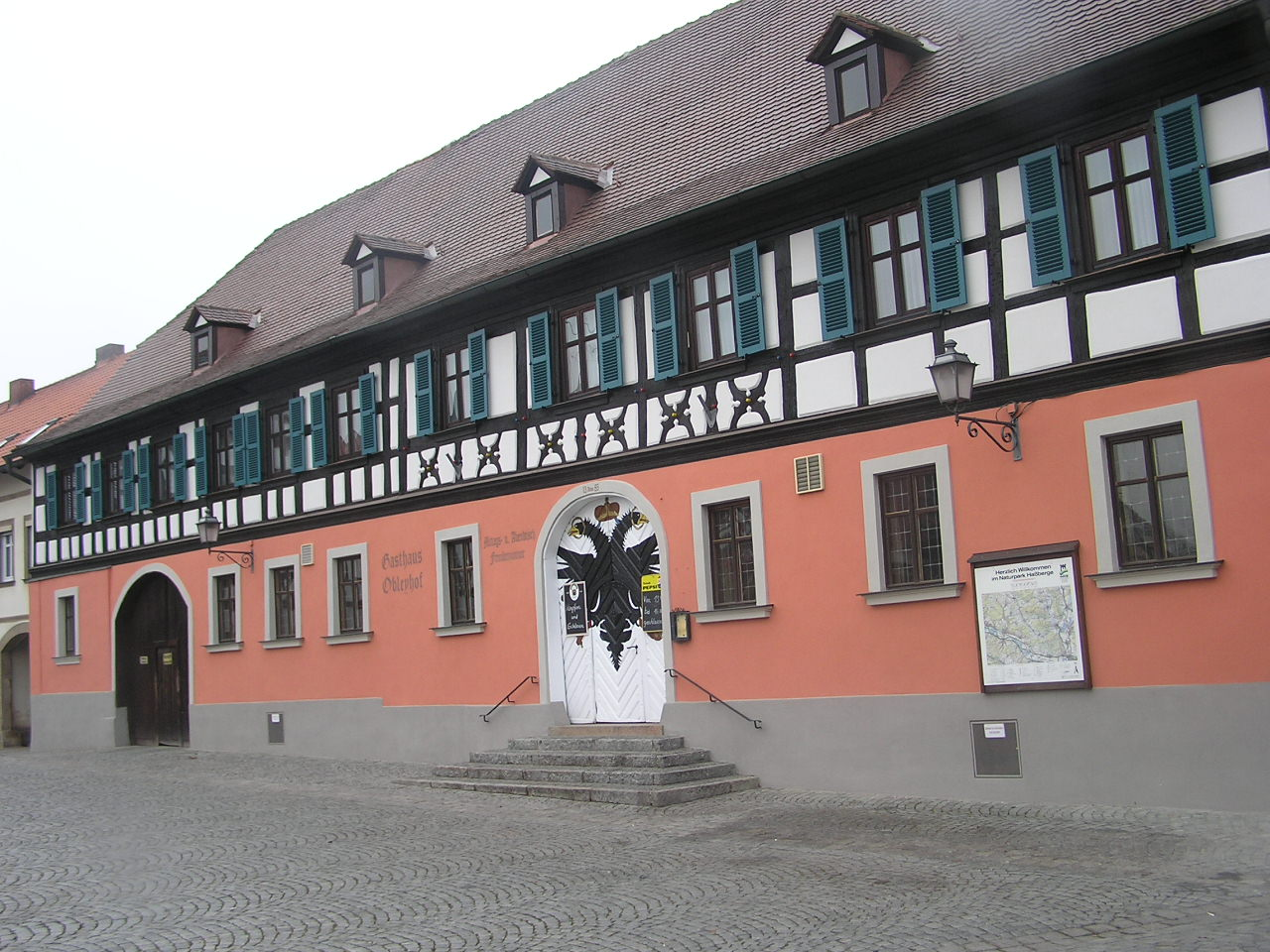
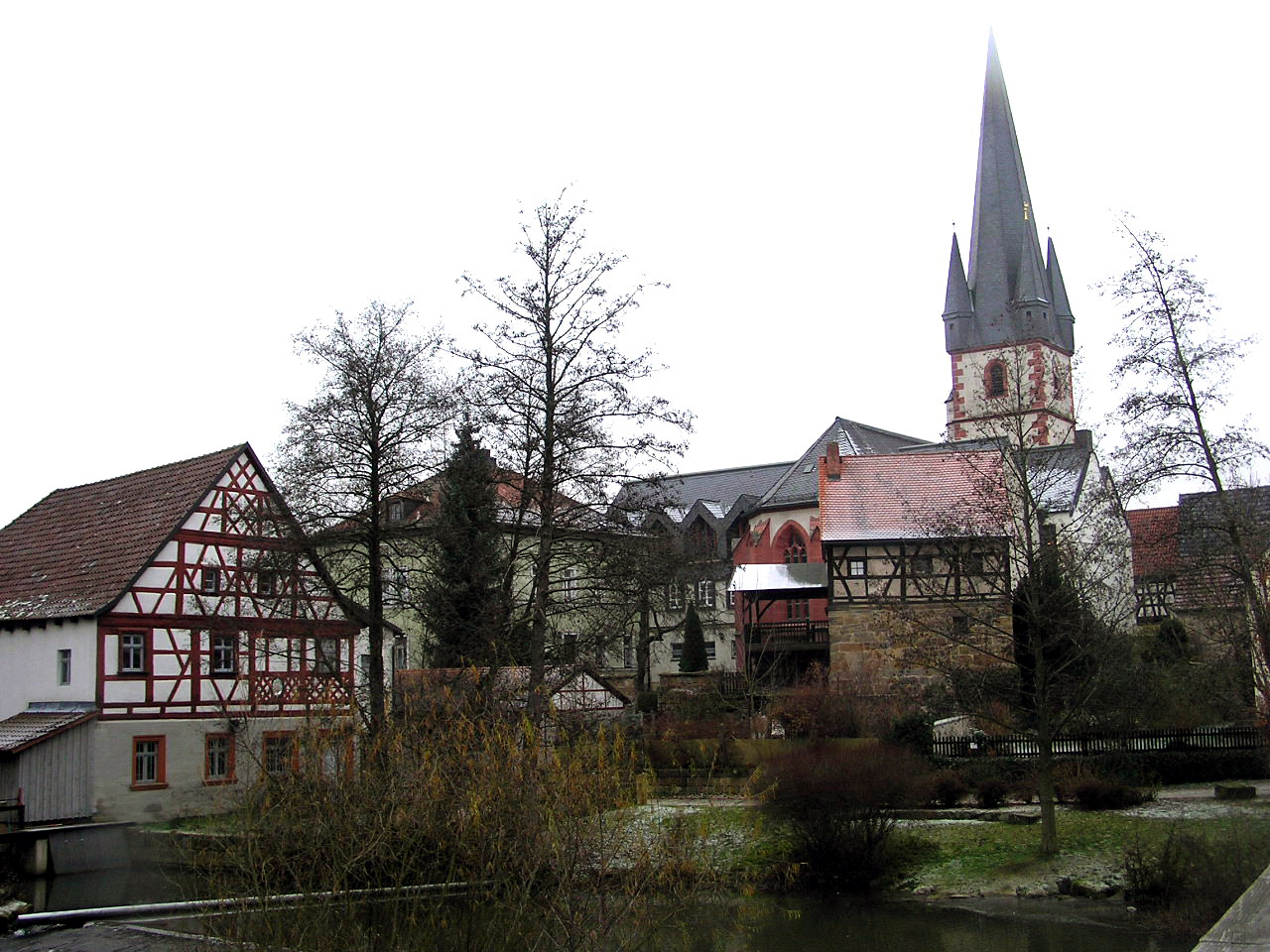
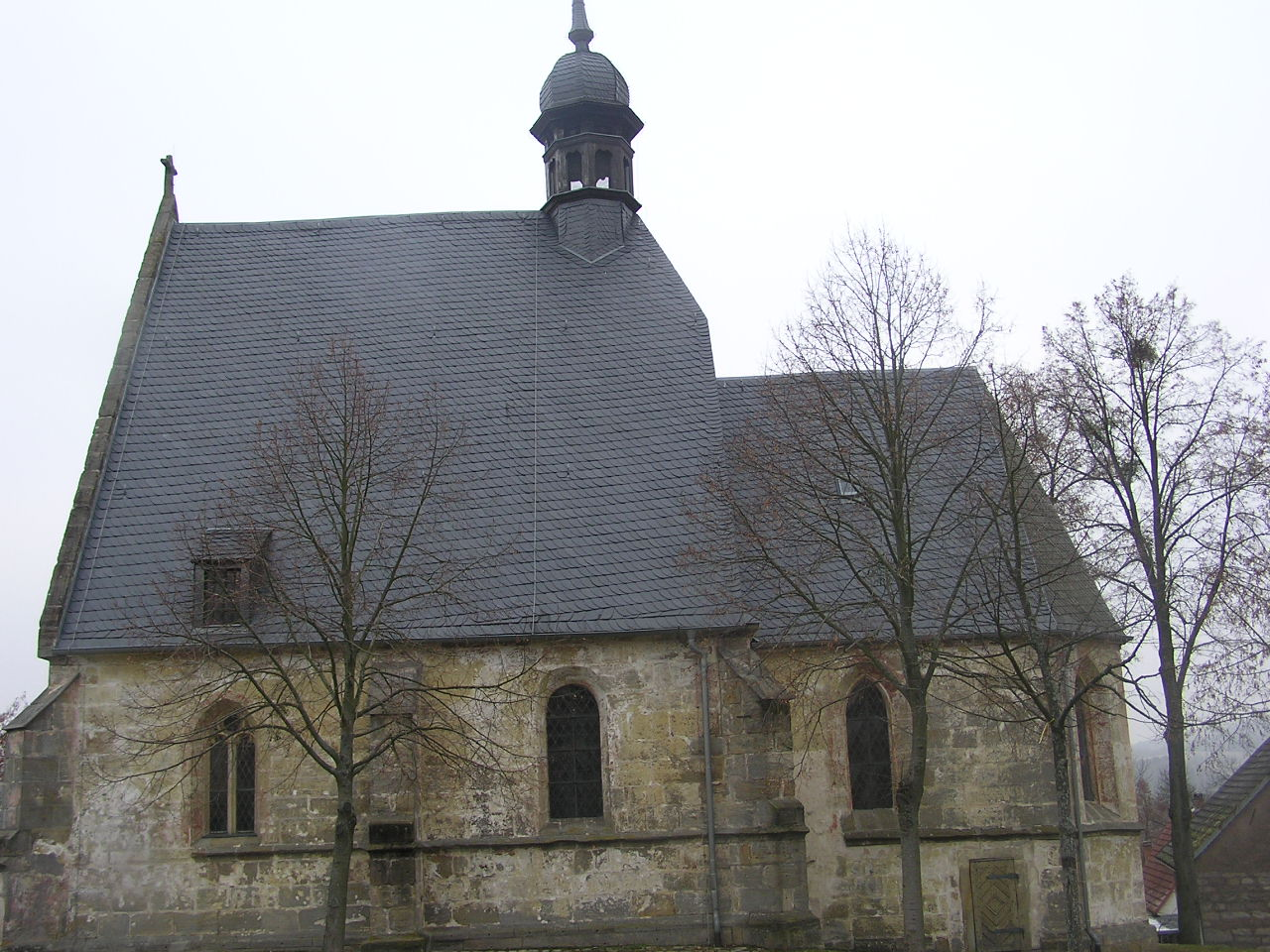

## Население
По оценке на 31 декабря 2015 года население общины составляет 4005 чел.
| Дата      | 1840 | 1871 | 1900 | 1925 | 1939 | 1950 | 1961 | 1970 | 1987 | 2011 |
| --------- | ---- | ---- | ---- | ---- | ---- | ---- | ---- | ---- | ---- | ---- |
| Население | 1822 | 1978 | 1925 | 2007 | 1993 | 2735 | 2712 | 2914 | 3174 | 4015 |

| Год       | 1960 | 1970 | 1980 | 1990 | 2000 | 2009 | 2010 | 2011 | 2012 | 2013 | 2014 | 2015 |
| --------- | ---- | ---- | ---- | ---- | ---- | ---- | ---- | ---- | ---- | ---- | ---- | ---- |
| Население | 2663 | 2976 | 3016 | 3335 | 3864 | 3981 | 3942 | 4001 | 4023 | 4013 | 4016 | 4005 |